# Trachylepis acutilabris
Trachylepis acutilabris este o specie de șopârle din genul Trachylepis, familia Scincidae, descrisă de Wilhelm Peters în anul 1862. Conform Catalogue of Life specia Trachylepis acutilabris nu are subspecii cunoscute.